# Бадам (Бадамский сельский округ)
Бадам (каз. Бадам) — упразднённое село в Сайрамском районе Туркестанской области Казахстана. В 2014 году включено в состав города Шымкент и исключено из учетных данных. Бывший административный центр Бадамского сельского округа. Код КАТО — 515239100.

## Население
В 1999 году население села составляло 3369 человек (1640 мужчин и 1729 женщин). По данным переписи 2009 года, в селе проживало 1677 человек (839 мужчин и 838 женщин).